# Айтиево
Айти́ево (каз. Әйтиев) — село в Теректинском районе Западно-Казахстанской области Казахстана. Входит в состав Аксуатского сельского округа. Код КАТО — 276237200.

## Население
В 1999 году население села составляло 207 человек (105 мужчин и 102 женщины). По данным переписи 2009 года, в селе проживали 223 человека (114 мужчин и 109 женщин).